# Poienile de sub Munte
Poienile de sub Munte là một xã thuộc hạt Maramureș, România. Dân số thời điểm năm 2002 là 10036 người.